# غلوتارلديهايد
غلوتارلديهايد يباع بالاسم التجاري Cidex أو Glutaral ضمن الأدوية المطهرة، حيث يستخدم كمطهر ومعقم للأدوات الطبية وكعلاج للثآليل أسفل القدم، ويوجد بشكل سائل.
آثاره الجانبية تتضمن ما يلي: تهيجاً في الجلد، وفي حال التعرض لكميات كبيرة منه فقد يصاب الشخص بغثيان، صداع وضعف في التنفس. لذلك ينصح بارتداء لباس واقٍ عند استخدامه.
يعتبر غلوتارلديهايد فعالا ضد الكثير من أنواع الميكروبات من ضمنها الأبواغ 
تم استخدامه طبياً لأول مرة عام 1960, وهو ضمن قائمة منظمة الصحة العالمية للأدوية الأساسية، الأكثر أماناً وفعالية للصحة، تبلغ تكلفة المبيعات في البلدان النامية حوالي 1.5 إلى 7.4 دولارا أمريكيا للتر الواحد بتركيز 2%.
وله العديد من الاستخدامات التجارية الأخرى كدباغة الجلود.

## الاستخدامات

### مطهر
تعزى فعالية غلوتارلديهايد لتفاعله مع البروتينات التي تحوي المجموعات الوظيفية التالية: الأمين، الأميد والثيول. ولكونه ثنائي الوظيفة الحمضية وغير متطاير، فهو مفضل أكثر من الفورمالديهايد الأرخص ثمنا. 
يستخدم المحلول منه بتركيز 0.1% إلى 1% كمبيد للأجسام التي تسبب الالتهاب وكمادة حافظة على المدى البعيد، كما يستخدم كمعقم قاتل للأبواغ الداخلية والعديد من الميكروبات والفيروسات.
يعد أيضاً أحد مكونات التصديع المائي كمبيد، فهو ضمن المواد المضافة التي تسمى بألفا 1427, حيث أن وجود البكتيريا يقلل من إنتاج النقط والغاز، فيتم وضعه في مصادر التصنيع العديدة كالمياه والبوليمرات خلال عملية التصديع المائي.

### مثبت
يستخدم الغلوترلديهايد في تطبيقات الكيمياء الحيوية بسبب وجود زمرة الأمين الفعالة ثنائية الوظيفة فيحفز عملية التشابك والتثبيت لورقة الاس دي اس التي تستخدم في عمليات الفصل، وكذلك في عمليات الصباغ وفي المجهر الإلكتروني.
يقوم مركب الغلوتارلديهايد بقتل الخلايا بسرعة عن طريق إحداث تشابك في بروتيناتها سواء كان لوحده أو عند مزجة بالفورمالديهايد وتعد هذه عملية التثبيت الأولى للعينات التي تحوي على بكتيريا أو مواد نباتية أو خلايا من الإنسان، أما عملية التثبيت الثانية فتكون باستخدام مركب أكسيد الأوزميوم والذي يستخدم لتثبيت أغلفة الخلايا والعضيات والدهون.
عادة ما يتم القيام بعملية نزع الماء من الأنسجة بعد عملية التثبيت باستخدام الإيثانول والأسيتون وأخيرا يتم غمسها براتنج الإيبوكسي أو الأكريليك. 
أحد التطبيقات الأخرى للغلوتارلديهايد هي في عملية ثتبيط البروتينات السامة للبكتيريا بغية إنتاج بعض أنواع المطاعيم واللقاحات كلقاح السعال الديكي.
كذلك في عملية صباغة الجلود والتحنيط.

### علاج الثآليل
```
يستخدم محلول الغلوتارلديهايد بتركيز 10% لعلاج ثآليل القدم، حيث يقوم بتثبيط الفيروسات والبكتيريا وتجفيف الجلد وبالتالي تسهيل عملية إزالته فيزيائياً.
[
13
]
```

## السلامة
يعد غلوتاريلديهايد معقما قوياً، ساماً ومهيجاً شديدا، ولكن لا يوجد مصدر قوي بالنسبة لتأثيره المسبب للسرطان.
ومع ذلك فقد لوحظ ازدياد خطر الإصابة بالسرطان عند بعض الأشخاص الذين يتطلب عملهم استخدامه Some occupations that work with this chemical have an increased risk of some cancers.

## الكيمياء
يعد غلوتارلديهايد أحد المركبات العضوية، يوجد في درجة حرارة الغرفة بشكل سائل زيتي القوام، عديم اللون ورائحة لاذعة، وهو متاح بشكل محلول مائي.

## إنتاجه وتركيبه
يتم إنتاج مركب غلوتارلديهايد عن طريق أكسدة مركب سايكلوبنتان أو عن طريق تفاعل ديلز-ألدر للأكرولين وميثيل فينيل إيثر ثم القيام بعملية التحليل المائي.
[بحاجة لتوضيح]

وكغيره من ثنائيات الألديهايد لا يتواجد بهذا الشكل في الماء، وإنما بشكل هيدرات.